# Karl Ungermann
Karl Ungermann (18. listopadu 1852 Chotiněves – 31. srpna 1915 Křešov) byl rakouský a český politik německé národnosti, na počátku 20. století poslanec Českého zemského sněmu.

## Biografie
Působil jako politik, byl starostou domovského Křešova. Zároveň zastával funkci okresního starosty ve Štětí.
Na přelomu století se zapojil i do zemské politiky. Ve volbách v roce 1901 byl zvolen do Českého zemského sněmu v kurii venkovských obcí (volební obvod Dub, Štětí). Politicky patřil k Německé lidové straně (němečtí nacionálové). Mandát obhájil za týž obvod ve volbách v roce 1908, nyní jako člen Německé agrární strany.
Zemřel v srpnu 1915.